# GTRE GTX-35VS カヴェリ

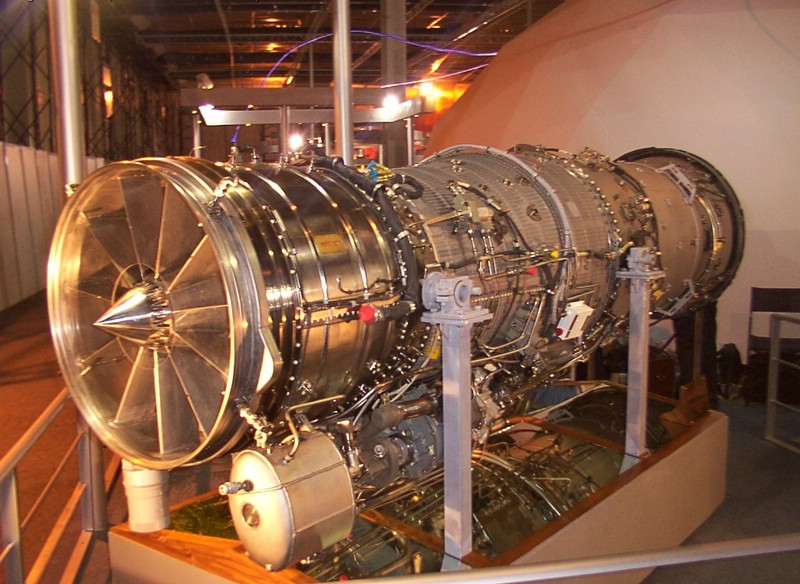
GTX-35VSカヴェリ

GTRE GTX-35VS Kaveri（カヴェリ）は現在インドのバンガロールにある防衛研究開発局(DRDO)傘下のガスタービン研究所(GTRE)で開発中のアフターバーナーを備えたターボファンエンジンである。カヴェリはインドによる独自の設計で元は"軽攻撃航空機" (LCA)と呼ばれていたHAL テジャス戦闘機の量産機種に搭載される予定であったが、2008年9月の時点では公式には関係がないとされる。
現在、GTREではK9+ 計画とK10計画の異なる二つの計画に分割して進められている。

## 歴史

### 計画
1986年、インドの国防省の防衛研究開発局(DRDO)は軽攻撃航空機(LCA)用のエンジンの独自の開発計画を立ち上げた。初期のLCAの試作機にはアフターバーナーを備えたゼネラル・エレクトリック F404-GE-F2J3を搭載することが決定されていたが、この並行して進められた計画が成功した場合には量産機には独自開発のエンジンが搭載される予定である。
DRDOは複数のジェットエンジンの開発経験を持つガスタービン研究所に開発の主導を委ねた。ガスタービン研究所は1977年に初めて運転されたインド初の独自開発のジェットエンジンであるGTX37-14Uアフターバーナー付ターボジェットエンジンを開発した。ターボファン仕様の関連機種であるGTX37-14UBも開発された。GTX-35の開発においてGTREは大幅に再設計したターボジェット技術に回帰したが満足できるものではなかった。
LCA計画においてGTREはGTX-35VS "カヴェリ" (名称はカーヴィリ川に由来)の設計に再度ターボファンを採用した。実物大の試作機は1989年4月に完成し、93ヶ月間の計画にINR382 crore (US$8520万ドル)かかったと推定される。航空機エンジン産業の幹部によると新型エンジンの開発費は通常最大$20億ドルとされる 。

### 開発

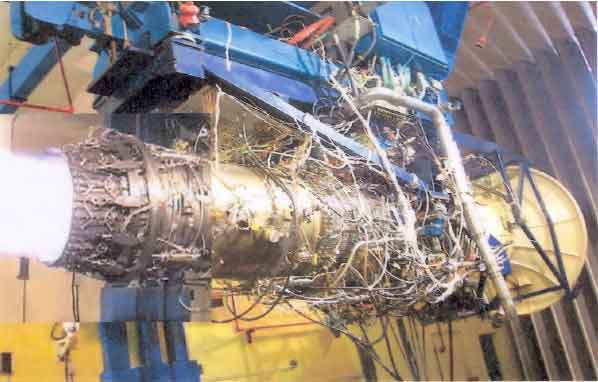
試験中のGTX-35VSカヴェリ

元の計画では17基の試作エンジンが製造された。最初の試験エンジン(名前は"カビニ")はコアモジュールのみで構成されており、3基目のエンジンで初めて可変式吸気口案内翼が最初の3段圧縮機に備えられた。"カビニ"コアエンジンは1995年3月に始めて運転された。最初の完全なカヴェリの試作機の試験運転は1996年に始まり1998年から全5基による地上試験が始まった。最初の飛行試験は1999年末に予定され、最初のLCA試作機に搭載した試験飛行は翌年に予定された。しかしながら、カヴェリの開発計画は政治的と技術的な困難の両方により停滞する。1998年の核実験に対する西側諸国による経済制裁の一環として技術供与が停止された。また、開発にはインド空軍に配備されている大半の航空機に関与しているロシアの航空機産業も関与していると推定される。
2002年、カヴェリの技術的な挑戦に関して少しの情報が公開されたが、それはカヴェリが(エンジン制御装置同様に)タービンブレードのスネクマからの供給を必要とする事だった。
開発の停滞が続いたので、その結果2003年、改良されたF404-GE-IN20が先行量産機8機と海軍の試作機2機に搭載される決定がされた。2004年2月にADAはゼネラルエレクトリック社(現GE・アビエーション)と17基のF404-IN20エンジンを開発、生産し、2006年に納入を開始する10500万ドルの契約を交わした。
2004年の半ばにカヴェリはロシアで実施された高高度試験に失敗した。これにより最初のテジャス量産機への搭載の望みは潰えた  。
この開発の停滞によりインド国防省は2005年に最初の20機の量産期の為にさらに40機のF404-IN20エンジンを発注し、カヴェリ計画の開発の完了の為に外国企業の参加を求めた。2006年2月ADAはスネクマにカヴェリ計画の問題を解決する為の技術支援の契約を交わした。
2004年12月時点でGTREはINR1,300 crore (US$28990万ドル)以上をカヴェリの開発に投入していた。更に内閣防衛委員会はカヴェリは2012年まではLCAに搭載出来ないとの評決を下し、予想開発総費用の見積もりをINR2,839 crore (US$63310万ドル)に改訂した。
2005年4月カヴェリの開発において"これは良い兆候である"と国防大臣の科学助言者であるM. Natarajanはヒンズー誌に述べ、更に"私達はこの複雑な動力の特性を理解する為にカヴェリ試作機を2007年のいずれかの時期においてLCAの試作機の1機に搭載する予定である"と述べた。
2006年2月、アメリカの専門家であるプラット・アンド・ホイットニー社のGeneral William J BegertはPTI誌に対して"カヴェリは真の世界水準のエンジンである""私達は防衛研究への協力とカヴェリの開発機構に参加する準備がある"と述べた。しかしDRDOの事務官のNatrajanはPTI誌に対して"しかし、カヴェリは今も今後もインドの計画である"と述べた。
2007年2月5日、国防大臣の科学助言者であるM Natarajanは期待された性能の90から93%近くが実現され、政府は計画をさらに進める為に協力者を探すことに重点を置くべきであると述べた 。2008年2月11日までにカヴェリは1700時間の試験運転とインドには設備がなかったので2回、ロシアへ送り、高高度試験を実施した。エンジンは次世代の無人機の動力用として同様に試験された。
2007年7月GTREはカヴェリ計画を2つの計画に分割した。K9+とK10計画である。K9+計画は完全な設計概念を証明する計画で、航空機用エンジンの統合と標準型K10エンジンの量産型に反映させる為に認識された切り取られたフライトエンベロープを網羅する為の飛行試験の経験を得る事が目的である。
K10計画は外国のエンジン製造企業と協力する合弁事業である。K10計画のエンジンは最終的な量産標準型カヴェリエンジンになる予定で軽量化してアフターバーナーの推力を増す為に元の設計に変更が加えられる。
2008年9月、カヴェリはテジャスへの準備が間に合わないと発表され現在生産中のエンジンが選択された 。GTREによるカヴェリの開発は将来の他の機体への搭載の為に明らかに試験のためだけに継続される見通しである。2008年11月の発表によるとカヴェリは2009年12月にLCAに搭載される見通しである 。
2009年2月に発行されたフライトグローバル誌によるとGTREはカヴェリエンジンの開発に1989年以来、INR200億 (US$44600万ドル)を費やしたがエンジンはまだ重量過多で推力は要求された21,000-22,500 lb(93-100 kN)に達していない。 
Natarajanはフライトグローバル誌に対して"計画は破棄しない"と述べた。"空軍の技術者のチームは問題に対処する為にGTREとADAで作業している。空軍は改良されたエンジンを航空機に搭載する計画が進行中である" とフライトグローバルに対して述べた。"スネクマと今後2年間に関して協議している”さらに彼は"新型エンジンの開発と飛行試験に5年から6年かかる見通しである"と述べた。
2009年12月、カヴェリ-スネクマ合弁会社はLCAへの後期型への採用に挑んだ。People's Post誌によるとGTREはインド空軍の最初の2飛行隊へのLCAに最初の40機のGE 404エンジンが提案された時期にLCAとカヴェリの繋がりが切れた事を認めたが、将来的には段階的にカヴェリ-スネクマへ切り替えていくべきである。
2010年5月30日の時点で様々なカヴェリの試作機の約1880時間におよぶ試験が完了した。全部で8基のカヴェリエンジンと4基のコア・エンジンが製造され、組み立てられ試験された。コア・エンジンの高高度試験は成功裏に完了した。
2010年6月、カヴェリエンジンはフランスのラファール戦闘機の動力であるスネクマのM88-2エンジンの改良機種の新しいコアを基にした最大推力83-85(KN)の改良された派生形式がDRDOによって選択肢として検討されている。
2010年7月、Vinayak shettyによるとテジャスはカヴェリエンジンを搭載し、2011年初頭か同年内に飛行する見込みであるとされる。
2010年8月の報道によるとロシアの中央航空エンジン研究所(CIAM)の支援によりGTREカヴェリエンジンの性能を大幅に高める事を試みるとされる。2010年8月に高硬度試験の主要な到達点とされる異なる高度における高高度試験でカヴェリエンジンの性能を模擬し、マッハ1に達して成功裏に完了した。
2010年11月4日モスクワのグロモフ第一飛行研究所でカヴェリ試作機(K9)の一つは飛行試験に成功した。
DRDOによると試験はグロモフの飛行試験機で実施され離陸時から着陸時までエンジンは右側で運転され1時間以上の飛行で高度は6000m以上に達した。エンジンはIL-76飛行試験機に懸架され初飛行でマッハ0.6で飛行した。
"飛行中のエンジン制御、性能と状態はすばらしいことがわかった。この試験によってカヴェリエンジンは主要な開発計画の到達点に達した。"と付け加えた。これらの到達点の達成後、カヴェリエンジンは飛行に供されるカヴェリエンジンは初めて飛行試験機に載せられて試験は成功した。。
2011年4月までカヴェリエンジンの最初の段階のFTB試験は成功裏に完了し更なる試験が2011年5月以降から継続される。最初の飛行試験では高度12km以上で最大速度マッハ0.7飛行試験は成功した。
2010年11月の年次報告書によるとインドの会計監査院(CAG)は開発に既にINR1,892 crore (US$42190万ドル)が費やされたにもかかわらず、主要な6つの到達点の中でわずか2つしか達成していないと報告されている。その欠陥としてCAGはエンジン重量は設計仕様(1100 kgsに対して1235 kgs)よりも重く、圧縮機、タービンとエンジン制御装置の開発において進展は無かったと述べている。
問題点
カヴェリ計画はその野心的な目標、長引く開発期間、開発費の当初見込みの大幅な超過やDRDOの明瞭性の欠如や問題認識が原因で多くの批判に直面している。
LCA計画における批判の多くはカヴェリとマルチモードレーダー計画に関する批判である。LCA計画の多くの要素においてDRDOの立てた日程の実現性には多くの疑念があり批判されており、その最たるものがカヴェリの開発である。50年以上に及ぶジェットエンジンの成功した開発経験があるフランスのスネクマはラファール戦闘機のM88エンジンの開発において小規模先行量産に入るまで地上試験開始から13年近くかかった。それから推測すると経験の浅いGTREではカヴェリの量産開始は2009年以降と予想される。
同様にDRDOが抱える批判にエンジンの問題を認める事は不本意で扱い切れなくなるほど問題が拡大するまで外国のエンジン製造会社が開発に関与する事に抵抗した事がある。
2010年8月に遅延の理由に関する国防省の報道発表が報告された。その理由とは:
1. "第一に最先端のガスタービン技術の開発
2. 技術的な複雑さ
3. 重要な機器や材料の可用性の欠如と技術先進国による技術供与の拒否[25]
4. 国内の試験施設の欠如の為に国外で試験する必要があった。
5. 熟練した専門家が得られなかった。"

## 設計
カヴェリはアフターバーナーを備えた低バイパスターボファンエンジンで6段のコア高圧圧縮機(HP)と3段の遷音速ブレードの低圧圧縮機(LP)、可変式吸気口案内翼(IGVs)、亜音速ブレードの3段低圧圧縮機、アニュラー式燃焼器、冷却式単段高圧タービンと複数の低圧タービンを特徴とする。
この機種の開発では先進的なコンバージェント・ダイバージェント("con-di") 可変式ノズルを備えるがGTREは量産型テジャスには多軸推力偏向ノズルを搭載する事を望んでいる。
カヴェリの全容はユーロジェット EJ200やゼネラル・エレクトリック F414やスネクマM88等の他の軍用機のエンジンと非常に良く似ている。タービン入り口温度は他の機種よりもやや低いが非常に高い周囲温度の環境下でも安定した出力が出せるように考慮される。バイパス比は圧縮比のモードにもよるがわずか0.16:1でF404のようなリーキーターボジェットである。エンジンコアにはKabiniと呼ばれるコアエンジンが使用されている。
カヴェリはインドの暑い砂漠や世界で最も高い高山地帯等の運用環境における要求に特化して設計されている。GTREの設計ではファンでの圧縮比が4:1で総圧縮比は27:1でテジャスは(アフターバーナーを使用せずに)超音速巡航が可能であると推測される。カヴェリは可変サイクルでLCA試作機に搭載されたF404-GE-F2J3よりも13%推力が高い。
計画では同様にカヴェリの派生形式がすでに存在し、先進的な練習機用にアフターバーナーを備えない形式やKabiniコアを基にした高バイパス比の形式がある。
同様の検討されている概念に大型化されたテジャスに2基の推力偏向ノズルを備え垂直尾翼を無くす構想もある。(テジャスは水平尾翼を備えない)
インドによる独自開発のカヴェリ デジタル エンジン制御装置 (KADECU)と呼ばれるFADECがバンガロールの防衛アビオニクス研究所(DARE)で開発中である。Avadiの軍用機研究開発局(CVRDE)ではテジャスに装備する補機用ギアボックス(AMAGB)や動力出力(PTO)軸の設計、開発が進められる。

## 現在の状態
DRDOはカヴェリエンジンが2010年代後半にはテジャスに使用される事を願い、最新のニュースによると現在も研究中で研究が完了するのは2011年から2012年になると予想される。
政府高官は“現時点ではエンジンの推力は 70-75 kNだが90—95 kNの推力を望んでいる"とヒンドゥー誌に述べた。加えて、"LCAへのカヴェリの採用は空軍に供給される最初の40機のLCAに2010年代後半の最初の更新が来た時期であるだろう" と述べた。
2011年の記事では"更に信頼性、安全性及び耐空性の面でエンジンを熟成するために50から60回の試験飛行が実施される"と発表された。

## 搭載機
計画中のカヴェリは派生形式には先進練習機用のアフターバーナーを備えない形式やカヴェリのコアを基にした高バイパスエンジンの計画もある。
- GTX-35VS カヴェリ:
  - HAL テジャス (量産機への搭載を予定)
    - LCA用のカヴェリ エンジン
      - 制定— 1989年3月30日[16]
      - 当初の完了予定 (PDC) -- 1996年12月31日[16]
      - 改訂後 PDC—31 2010年12月[16]
      - 技術 / 開発された成果と計画の状態 / 2010年5月3日の時点で複数のカヴェリエンジンの試作機の約1880時間の試験運転が完了した。合計8基のカヴェリエンジンと4基のコアエンジンが製造、組み立て、試験された。コアエンジンの高高度試験は成功裏に完了した[16]。

  - HAL 先進中型軍用機（英語版） (概念段階)
  - 無人機
- 派生機種:
  - インド政府はカヴェリエンジンの設計と技術をさらに開発してアージュンのような装甲戦闘車両へのガスタービン動力としての搭載を計画している。
  - カヴェリ 船舶用ガスタービン (KMGT), 艦船用の動力としてGTX-35VS カヴェリエンジンを基に開発が進められる[28][29]。
  - インド鉄道はカヴェリを機関車の動力として使用する事に興味を示した[30]。

## 仕様 (GTX-35VSカヴェリ)
- 形式アフターバーナー付きターボファン
- 全長 137.4 in (3490 mm)
- 直径 35.8 in (910 mm)

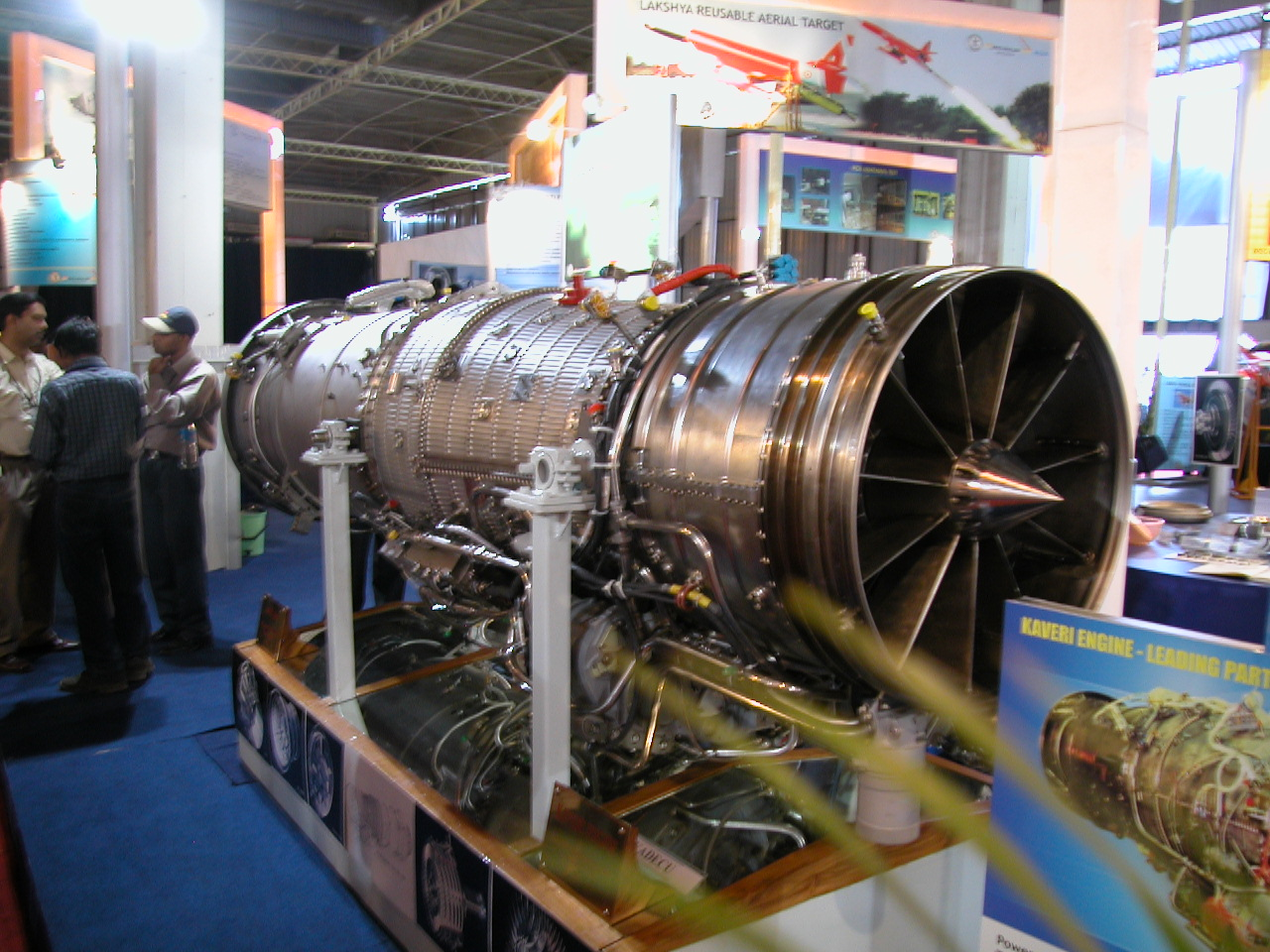
GTX-35VSカヴェリ

- 乾燥重量 2,427 lb (1,100 kg)  [量産型の目標: 2,100 lb (950 kg)]
- 圧縮機2軸式 低圧(LP)と高圧(HP) 軸流式圧縮機:
- 低圧圧縮機 ファン3段と遷音速ブレード
- 高圧圧縮機 6段、吸気案内翼と最初の2段の静翼は可変式

- 燃焼器 アンニュラー式、排気ディフューザーとエア-ブラスト燃料噴霧器
- タービン1段低圧と1段高圧
- 推力
  - ミリタリー推力 (調整されている):11,687 lbf (52.0 kN)
  - アフターバーナー全開時:18,210 lbf (81.0 kN)
- 定格燃料流量

  - ミリタリー推力: 0.78 lb/(lbf・h) (79.52 kg/(kN・h))
  - アフターバーナー全開時: 2.03 lb/(lbf・h) (207.00 kg/(kN・h))
- 推力重量比 7.8:1 (76.0 N/kg)

### エンジンサイクル
- 空気流量: 172 lb/s (78.0 kg/s)
- バイパス比: 0.16:1
- 総圧縮比: 21.5:1 [目標: 27:1]
- 低圧圧縮機の圧縮比: 3.4:1 [目標: 4:1]
- 高圧圧縮機の圧縮比: 6.4:1
- タービン入り口温度: 2,218-2,601 °F (1,214-1,427 ℃; 1,487-1,700 K)  [目標: 3,357 °F (1,847 ℃; 2,120 K)]